# Franz Fruhstorfer
Franz Xaver Fruhstorfer (* 6. Dezember 1910 in Lohnsburg; † 13. Dezember 1986 in Ried im Innkreis) war ein österreichischer Politiker (SPÖ) und Pädagoge.

## Leben und Wirken
Fruhstorfer war von 1961 bis 1973 Mitglied des Bundesrates und im zweiten Halbjahr 1970 Vorsitzender dieses Gremiums. Weitere politische Funktionen auf lokaler Ebene waren die Mitgliedschaft im Gemeinderat und von 1967 bis 1979 Bürgermeister von Ried im Innkreis. Er war Vizepräsident der Rieder Messe und Bezirksparteivorsitzender der SPÖ Ried im Innkreis.
Er studierte Geschichte und Geographie an der Universität Wien und der Universität Salzburg. Nach Ablegung der Lehramtsprüfung unterrichtete er diese Fächer in Ried im Innkreis.
Von 1972 bis zu seinem Tod 1986 war er Präsident und Mentor der Innviertler Künstlergilde. Nach ihm wurde in Ried im Innkreis die Franz-Fruhstorfer-Straße benannt.

## Schriften
- Beitrag zur Geschichte der Gemeindereformen in den oberösterreichischen Städten und Märkten in der Zeit von 1780 bis 1849, Dissertation, Innsbruck, 1934

- Fallweise wurden seine Ansprachen als Präsident der Künstlervereinigung im Jahrbuch der Innviertler Künstlergilde abgedruckt (Nachrufe zu Franz Xaver Weidinger und Wilhelm Traeger), Eröffnung des Innviertler Kulturhauses in Ried im Innkreis